# Reálná unie
Reálná unie je spojení dvou a více států (suverénních), které sdílejí některé státní instituce, ale nejsou přímo spojeny do jednoho celku či státu (jako v případě politické unie) a zachovávají si svá práva suverénních států. Reálná unie se vyvinula z personální unie a obvykle se omezuje jen na monarchie.
Význam slova reálná značí že jde o skutečnou unii, nikoliv o unii královskou tj. personální (ang. royal/real, port. real)

## Historický přehled
- Lublinská unie Polska a Litvy - existující v letech 1569–1795
- Dánsko-Norsko - existující v letech 1536–1814, oficiálně ovšem personální unie
- Švédsko-Norsko - existující v letech 1814–1905, oficiálně ovšem personální unie
- Finsko-ruská unie - existující v letech 1809–1918, oficiálně ovšem personální unie
- Spojené království Portugalska, Brazílie a Algarves - existující v letech 1815–1822
- Polsko-ruská unie - existující v letech 1831–1863, oficiálně ovšem personální unie
- Rakousko-Uhersko - existující v letech 1867–1918, po rakousko-uherském vyrovnání v roce 1867.[1]
- Německé císařství a Prusko - existující v letech 1871–1918, kdy byl pruský král zároveň německým císařem.
- Dánsko-islandská unie - existující v letech 1874–1908(1918)